# Vasilij Ivanovič Cholmogorov
Svatý Vasilij Ivanovič Cholmogorov (25. ledna 1875, Andrejevskoje – 16. ledna 1938, Siblag) byl ruský duchovní Ruské pravoslavné církve, protojerej a mučedník.

## Život
Narodil se 25. ledna 1875 ve vesnici Andrejevskoje Moskevské gubernie v rodině kněze Ivana Vasiljeviče Cholmogorova a jeho manželky Olgy Pavlovny. Měl dva bratry Michaila a Nikolaja, kteří se stali kněžími a sestru Annu.
Roku 1888 dokončil Kolomenské duchovní učiliště a poté nastoupil na Moskevský duchovní seminář. Roku 1895 se stal psalomščikem chrámu Zesnutí přesvaté Bohorodice v Dmitrově. V tomto období se oženil s Annou Alexejevnou. Spolu měli dceru Serafimu.
Roku 1903 byl rukopoložen na jereje a začal sloužit v chrámu Zesnutí přesvaté Bohorodice ve vesnici Morozovo Moskevské gubernie. Roku 1911 se stal knězem chrámu svatého Mikuláše vesnice Poltěvo. Zde byl také ředitelem a učitelem Zákona Božího (katechismus) farní školy.
Roku 1921 mu byl udělen náprsní kříž a poté byl povýšen na protojereje.
V polovině 30. let byl chrám svatého Mikuláše uzavřen a otec Vasilij přešel do chrámu Proměnění Páně ve vesnici Ostrov.
Dne 26. listopadu 1937 byl zatčen a uvězněn v Taganské věznici v Moskvě.
Dne 1. prosince 1937 byl Trojkou NKVD odsouzen za protisovětskou agitaci a odsouzen k 10 letům v pracovním táboře. Svou vinu nepřiznal.
Od ledna 1938 se nacházel v Siblagu v sídle Suslovo Novosibirské oblasti.
Zemřel v Siblagu dne 16. ledna 1938. Pohřben byl v neznámém hrobě.

## Kanonizace
Dne 24. prosince 2010 ho Ruská pravoslavná církev svatořečila jako mučedníka a byl zařazen mezi Sbor všech novomučedníků a vyznavačů ruských.
Jeho svátek je připomínán 16. ledna (3. ledna – juliánský kalendář).